# Sekope Kepu
Sekope Kepu (ur. 5 lutego 1986 w Sydney) – australijski i nowozelandzki rugbysta tongańskiego pochodzenia, grający na pozycji filara młyna w zespole Waratahs oraz w seniorskiej reprezentacji Australii, juniorski reprezentant Nowej Zelandii. Triumfator Super Rugby w sezonie 2014, dwukrotny zwycięzca Pucharu Trzech Narodów/The Rugby Championship, srebrny i brązowy medalista pucharu świata oraz srebrny medalista mistrzostw świata U-19 w 2005.

## Kariera klubowa
Kepu urodził się w Sydney w tongańskiej rodzinie, spędził trzy lata na Tonga, po czym rodzina przeniosła się do Auckland. W latach 1999–2004 uczęszczał tam do Wesley College, gdzie był kapitanem odnoszącej sukcesy szkolnej drużyny rugby.
W Nowej Zelandii związany był z klubem Manurewa RFC, a w latach 2005, 2006 i 2007 grał dla Counties Manukau w rozgrywkach National Provincial Championship, choć w tym ostatnim zaliczył tylko jeden mecz, w którym doznał złamania obojczyka. W ciągu tych trzech lat był też częścią szerokiego składu Chiefs.
Gdy nie otrzymał kontraktu od Chiefs, taką ofertę pod koniec roku 2007 wystosował trenujący wówczas Waratahs Ewen McKenzie. Roczna umowa podlegała następnie przedłużaniu, zaś największym sukcesem zespołu było zwycięstwo w Super Rugby w sezonie 2014. W tym okresie na poziomie klubowym związany był z Randwick docierając z nim do finału Shute Shield przez trzy lata z rzędu, jednak w późniejszych latach w jego barwach pojawiał się rzadko z uwagi na inne zobowiązania. W inauguracyjnej edycji National Rugby Championship został przydzielony do zespołu NSW Country Eagles, nie zagrał jednak w żadnym spotkaniu z uwagi na obowiązki w kadrze.
W styczniu 2015 roku podpisał trzyletni kontrakt z francuskim Union Bordeaux Bègles, w którym miał zjawić się po Pucharze Świata 2015. W pierwszym sezonie zespół nie zyskał awansu do fazy play-off zarówno w Top 14, jak i ERCC1, a na początku czerwca 2016 roku Kepu poprosił o rozwiązanie umowy z powodów rodzinnych. Powrócił zatem do Waratahs podpisując kontrakt na trzy lata i na początku sezonu 2017 zaliczył setny występ w stanowych barwach.

## Kariera reprezentacyjna
Kepu reprezentował Nową Zelandię w kategoriach juniorskich. Za namową Steve’a Hansena przeszedł z trzeciej do pierwszej linii młyna i znalazł się w składzie kadry U-19 na zakończone przegraną w finale mistrzostwa świata w kwietniu 2005 roku. W reprezentacji U-21, która rozegrała w 2007 roku tylko jeden mecz – przeciwko Kanadzie – dzielił obowiązki filara z takimi zawodnikami jak Charlie Faumuina i Owen Franks.
Po przeprowadzce do Australii już w roku 2008 otrzymał powołanie do seniorskiej reprezentacji A, z którą wziął udział w Pucharze Narodów Pacyfiku. Podczas tych zawodów zaliczył trzy występy, pod koniec tego roku zadebiutował zaś w barwach Wallabies.
Największe sukcesy w karierze reprezentacyjnej odniósł w latach 2011 i 2015. W pierwszym z nich zwyciężył wówczas w Pucharze Trzech Narodów, następnie znalazł się w trzydziestoosobowym składzie na Puchar Świata w Rugby 2011, gdzie wystąpił w sześciu meczach zakończonej brązowym medalem kampanii Australijczyków. Podobnie było w roku 2015 – przyczynił się do triumfu w The Rugby Championship zdobywając przyłożenie w decydującym meczu zawodów. Został następnie wymieniony w składzie na Puchar Świata w Rugby 2015, podczas którego zagrał we wszystkich siedmiu meczach, a Australijczycy w finale ulegli All Blacks.
Pomimo licznych kontuzji w listopadzie 2014 roku przekroczył barierę pięćdziesięciu testmeczów. Prócz testmeczów brał też udział w innych meczach Wallabies, jak z Barbarians, Gloucester czy Cardiff Blues.

## Varia
- Żonaty z Anną, trójka dzieci – Faith-Rose, Israel i Isaiah[60][61][62].
- Jego brat, Sione Kepu, reprezentował Nową Zelandię w reprezentacjach uniwersyteckiej oraz rugby siedmioosobowego[63].
- Po ukończeniu nauki szkolnej próbował zostać policjantem, jednak jego podanie zostało odrzucone[64].
- Jego imię, Sekopu, jest tongańskim odpowiednikiem Jakuba[61], zaś drugie imię – Miami – otrzymał, gdyż jego rodzice byli fanami amerykańskiego serialu Miami Vice[65][66].